# رينو ماتسويكي
رينو ماتسويكي (اليابانية: 松生 理乃، من مواليد 10 أكتوبر 2004) هي لاعبة تزلج فني يابانية حاصلة على الميدالية البرونزية في الجائزة الكبرى مرتين واحتلت المركز الخامس في بطولة القارات الأربع لعام 2022، وفازت بميدالية برونزية في التزلج الحر. وهي أيضًا بطلة كأس التحدي الدولي لعام 2022. على مستوى الناشئين، فهي بطلة اليابان الوطنية للناشئين لعام 2020-21 وحاصلة على الميدالية البرونزية في بطولة لاتفيا للناشئين لعام 2019.